# Самум
Са́мум (араб. samum — пекучий вітер) — спекотний, сухий, поривчастий і короткотривалий (до 20 хвилин) вітер найчастіше зустрічається у пустелях Північної Африки, Аравійського півострова і прилеглих районів; зазвичай трапляється в період від квітня до вересня, несе багато піску, спричинює підвищення температури повітря більше 50 градусів за Цельсієм.

## У Північній Америці
Єдиний за всю історію вітер самум у Північній Америці стався 17 червня 1859 року в містах Голіта та Санта-Барбарі, штат Каліфорнія. Вранці температура коливалася в межах нормальних +24° C (75° F) до +27 °C (80° F), на 1 годину вечора сильний дуже гарячий вітер, заповнений пилом, почав віяти з боку Санта-Інезьких гір на північ. До 2-х вечора температура досягла +56° C (133° F). Ця температура була зафіксована офіційною зйомкою судна берегової лінії США, яке працювало у водах недалеко від берега, у каналі Санта-Барбари. До 5-ї вечора температура знизилася до +50° C (122° F) і до 7-ї вечора температура повернулася до нормальної +25° C (77° F). У доповіді уряду США було заявлено, що «телята, кролики та велика рогата худоба загинули на своїх ногах. Фрукти впали з дерев на землю, випалену з навітряного боку. Всі городи були зруйновані, рибалки в човнах дісталися до Goleta Sandspit з пухирями на своїх обличчях та руках, ніби вони зазнали впливу доменної печі».
Місцеві жителі врятувалися від спеки, шукаючи притулок у товстих через адобу стінах будинків, які в той час були стандартної конструкції.
Протягом 75 років це був найвищий температурний показник, зареєстрований у Сполучених Штатах, допоки в Бюро погоди США не зафіксували температуру +56,6° C (134° F) в Долині Смерті, штат Каліфорнія.